# David Baddiel
David Lionel Baddiel (New York, 28 maggio 1964) è uno scrittore, sceneggiatore e regista britannico, noto anche come comico e presentatore televisivo.

## Biografia
Nato a New York, Baddiel si trasferì in Inghilterra quando aveva appena quattro mesi. Suo padre, Colin Brian Baddiel, era un ricercatore chimico gallese con la Unilever prima di essere prepensionato negli anni ottanta, dopodiché si mise a vendere giocattoli al Mercato Antiquario Grays. La madre Sarah, era una profuga ebrea scappata dalla Germania nazista nel 1939 con i genitori. Baddiel è il secondo di tre fratelli.
Baddiel è cresciuto a Dollis Hill, (Willesden, Londra). Ha frequentato la scuola elementare ebraica North West London Jewish Day School a Brent, poi alla Haberdashers' Aske's Boys' School in Elstree e in Hertfordshire, infine laureandosi alla Cambridge University presso il King's College. Subito dopo, iniziò a studiare per un PhD in letteratura inglese alla University College London, senza completarlo.
Dal 2001 Baddiel ha creato diverse sitcom per Sky One, uno show per la stazione radio britannica Radio 4, ha prestato la voce alla serie animata della BBC intitolata Monkey Dust, dopo interpreta se stesso in maniera comica. È apparso in un ruolo analogo nella serie televisiva Little Britain.
Baddiel scrive regolarmente sulla colonna letteraria di The Times e sulla rivista Esquire. Ha interpretato un ruolo teatrale il 30 ottobre 2005 al Teatro Old Vic di Londra nel dramma Night Sky insieme agli attori Christopher Eccleston, Bruno Langley, David Warner, Navin Chowdhry e Saffron Burrows.
Ha scritto quattro romanzi (vedi bibliografia) e nel 2007 ha presentato su BBC Four il telequiz The Book Quiz e un documentario su BBC One sulla storia della Restituzione alle vittime dell'Olocausto, Baddiel And The Missing Nazi Billions (Baddiel e i miliardi nazisti scomparsi). Nel 2009, oltre ad apparire in altre trasmissioni televisive, ha scritto la sceneggiatura cinematografica del film Infedele per caso (The Infidel) uscito poi nel 2010 e interpretato dagli attori Omid Djalili, Matt Lucas e Richard Schiff.
David Baddiel svolge spesso attività di beneficenza contro il suicidio, e nel febbraio del 2009 è stato uno dei firmatari del manifesto apparso su The Times di Londra a supporto dei rappresentanti Bahá'í processati in Iran.
Baddiel ha due figli, entrambi nati a Westminster (Londra), con la compagna Morwenna Banks. Baddiel è ebreo ateo, mentre sua madre è nata nella Germania nazista e una svastica appare sul suo certificato di nascita.
Il libro di Baddiel, The Secret Purposes (Propositi segreti), si basa in parte sull'internamento di suo nonno all'isola di Man durante la seconda guerra mondiale. I famigliari di Baddiel sono membri osservanti della Comunità Ebraica Ortodossa di Londra - ma David Baddiel si è definito "ateo al 100%".
Durante la sua partecipazione a uno show di Channel 4 intitolato 8 Out of 10 Cats (26 maggio 2006) ha rivelato di essere stato votato il "sesto ebreo più sexy del mondo". È apparso in un episodio speciale di What Not to Wear (Cosa Non Indossare) dove i guru della moda Trinny Woodall e Susannah Constantine gli hanno fatto un makeover.
Baddiel è un appassionato del gruppo rock Genesis e li ha presentati nel 2006 alla conferenza stampa del loro Turn It On Again: The Tour. Ha inoltre scritto le note critiche del loro album Nursery Cryme, parte del cofanetto Genesis 1970–1975.